# 白润璋
白润璋（1944年—），男，汉族，河北石家庄人，中华人民共和国政治人物，曾任中共衡水市委书记、中共唐山市委书记、河北省人大常委会副主任，第八届全国人大代表。